# Veliki Drenovac
Veliki Drenovac (cyr. Велики Дреновац) – wieś w Serbii, w okręgu niszawskim, w gminie Aleksinac. W 2011 roku liczyła 438 mieszkańców.